# Tratado de Kėdainiai
El Tratado de Kėdainiai o Kiejdany se firmó el 17 de agosto de 1655 y fue un acuerdo sueco-lituano alcanzado durante la segunda guerra del norte. Después de que las fuerzas polacas fuesen vencidas en la batalla de Ujście y a consecuencia de ello las provincias de Poznań y Kalisz se rindiesen a los suecos, el hetman lituano Janusz Radziwiłł decidió poner fin a la guerra. En Kėdainiai,  aceptó la soberanía sueca. El tratado sueco-lituano además confirmó que no se disolvía la República de las Dos Naciones y que los ejércitos lituanos no lucharían contra los polacos, si bien el texto incluyó quejas de los lituanos por el escaso respaldo polaco. El 20 de octubre, al tratado lo sustituyó la Unión de Kėdainiai, que dispuso la integración del Gran Ducado de Lituania en el Imperio sueco.

## Disposiciones
El tratado se justificaba por la agresión moscovita y la falta de ayuda militar polaca a Lituania. Los firmantes concedían al rey de Suecia el título de gran duque de Lituania. Se comprometían a someter su ejército al monarca sueco, pero con la condición de que no tuviese que luchar contra Polonia. Aceptaban asimismo sufragar los gastos de las tropas suecas desplegadas en Lituania, si bien una vez que se hubiesen costeado los gastos del propio ejército. Carlos Gustavo se comprometía a expulsar a los rusos y sus aliados cosacos del territorio lituano si estos no se retiraban voluntariamente. Se cedía el castillo de Biržai al gobernador general sueco hasta el final de la guerra. Las tierras de realengo pasaban a poder de Carlos X Gustavo de Suecia. Este se comprometía a respetar los derechos y privilegios de los católicos y de los ortodoxos y a mantener el cargo de senadores a los obispos católicos. El Gran Ducado quedaba sometido al rey sueco, pero no incorporado sin más a la Corona sueca, sino unido a ella de manera similar a como lo había estado con Polonia. Los lituanos que no rubricaban el pacto tenían un período para cambiar de parecer y suscribirlo; los que finalmente no lo hiciesen, podían abandonar el Gran Ducado tras la conclusión de la paz entre Suecia y Polonia. Por último, el Gran Ducado debía ser admitido en cualquier negociación de paz que Suecia entablase con Polonia.

## Signatarios
Unos quinientos cincuenta nobles rubricaron el documento por parte lituana. Los principales de ellos fueron el gran atamán Janusz Radziwiłł, el atamán de campo Wincenty Gosiewski, el senador Eustachy Kierdej Radziwonowicz, castellano de Samogitia y el obispo sufragáneo de Vilna y canciller de la Hacienda lituana, Jerzy Białłozor, representante de la Iglesia católica. Los más destacados firmantes eran protestantes y clientes de los Radziwiłł, si bien también lo hicieron nobles ortodoxos con estrecha relación con estos.